# Good References
Good References er en amerikansk stumfilm fra 1920 af Roy William Neill.

## Medvirkende
- Constance Talmadge som Mary Wayne
- Vincent Coleman som William Marshall
- Ned Sparks som Peter Stearns
- Nellie Parker Spaulding som Caroline Marshall
- Mona Lisa som Nell Norcross
- Matthew Betz som Kid Whaley
- Arnold Lucy
- Dorothy Walters
- George Fawcett som Major Colton